# Inwood (Manhattan)
Inwood é um bairro localizado no extremo norte de Manhattan, em Nova Iorque.

## Demografia
Segundo o censo nacional de 2020, a sua população é de 36 315 habitantes e houve um decréscimo populacional na última década de -5,5%.
Residentes abaixo de 18 anos de idade representam 17,2%. Foi apurado que 68,7% são hispânicos ou latinos (de qualquer raça), 19,5% são brancos não hispânicos, 6,4% são negros/afro-americanos não hispânicos, 2,1% são asiáticos não hispânicos, 0,9% são de alguma outra raça não hispânica e 2,3% são não hispânicos de duas ou mais raças.
Possui 15 715 residências, um aumento de 1,9% em relação ao censo anterior, onde deste total, 3,5% das unidades habitacionais estão desocupadas. A média de ocupação é de 2,4 pessoas por residência.